# Asterina suttonii
Asterina suttonii är en svampart som beskrevs av Hosag. & C.K. Biju 2004. Asterina suttonii ingår i släktet Asterina och familjen Asterinaceae.   Inga underarter finns listade i Catalogue of Life.